# 佐渡丸 (初代)
佐渡丸（さどまる）は日本郵船の貨客船。日本郵船が欧州航路用に建造した13隻のうちの一隻。
総トン数6219トン、最大速度15.53ノット、2本マスト、旅客定員一等26名、二等20名、三等192名。
ベルファストのWorkman Clark & Co.で建造され、1898年9月10日に横浜に到着した。「佐渡丸」は日露戦争前は少なくとも1902年まで、戦後は1909年と1910年に欧州航路で使用されている。1903年から1908年までの欧州航路の使用船舶は明らかではない。
1900年10月に孫文が軍事蜂起（恵州事件）を起こしたが、その計画策定を孫文は同年7月に香港碇泊中の「佐渡丸」で行っている。
日露戦争ではまず1904年5月9日に陸軍に徴傭された。6月15日、「佐渡丸」は第二築城団司令部、攻城砲兵司令部など1258名を乗せて塩大澳へ向け航行中、ロシアのウラジオストク巡洋艦隊に発見された。10時ごろ接近してくるロシア巡洋艦を認めて「佐渡丸」は逃走しようとしたが、ロシア装甲巡洋艦「ロシア」から砲撃を受けて1発被弾し、さらに停船を命じられたため「佐渡丸」は停船した。そこに装甲巡洋艦「リューリク」が来て非戦闘員の退去のため40分の猶予が与えられたが、11時ごろになっても退去は終わらず、旗艦から早く来るように命じられた「リューリク」は魚雷2発を「佐渡丸」に撃ち込んで去った。魚雷は2本とも機関室に命中したが沈没はせず、曳航されて6月18日に六連島に到着。それから7月2日に三菱長崎造船所に着き、修理が行われた。修理には半年以上要した。1905年3月7日解傭。
1905年3月8日、海軍に徴傭される。「佐渡丸」は仮装巡洋艦となった。「佐渡丸」は津軽海峡方面へ派遣されたり対馬海峡で哨戒任務に従事した後、5月には済州島・五島列島間での哨戒任務に就いた。
5月27日、「佐渡丸」と「満州丸」はロシア病院船「アリヨール」を発見し停船させた。波浪が高く臨検できなかったため「佐渡丸」は「アリヨール」を三浦湾へ連れていき、そこで臨検した。その結果、「アリヨール」にはロシアが拿捕したイギリス船「オールドハミヤ」の船長らが収容されていることが発見されたため、同船を拿捕した。
28日、主力艦隊に合流するため航行中であった「佐渡丸」はロシア装甲巡洋艦「アドミラル・ナヒーモフ」を発見。その捕獲を試みたり、乗員救助に当たっていたところ、装甲巡洋艦「ヴラジーミル・モノマフ」が現れたためそちらに向かった。「アドミラル・ナヒーモフ」はその後沈没した。「佐渡丸」が砲撃すると「ヴラジーミル・モノマフ」では軍艦旗が降ろされ乗員が艦を離れ始めたため、「佐渡丸」は砲撃を止め、その捕獲を試みたが浸水が激しく断念された。「ヴラジーミル・モノマフ」もその後沈没した。
6月24日解傭。同日陸軍に徴傭され、樺太攻略作戦で輸送船として使用された。1906年3月20日解傭。
1909年から1918年までシアトル航路で使用された。1918年から1922年まで欧州航路で使用。そして、1923年から1930年までボンベイ航路で使用された。また、1923年から1925年はカルカッタ航路でも使用された。1928年には座礁した「丹後丸」の代船としてオーストラリア航路で一航海した。
1933年12月11日、解体のため売却され、翌年に解体された。